# 天主教布里奇波特教区
天主教布里奇波特教區（拉丁語：Dioecesis Bridgeportensis）是美國一個羅馬天主教教區，屬哈特福德總教區。成立於1953年8月6日。
範圍包括康乃狄克州西南部的費爾菲爾德縣，教座位於布里奇波特。2006年有教友410,304人（佔轄區總人口45.4%）、八十七個堂區、325名司鐸。教區主教席位自原主教威廉·愛德華·羅利2012年3月20日升任巴爾的摩總教區總主教後懸空。